# Roger Duffez
Roger Duffez, né le 10 juillet 1942 à Lyon et mort le 24 mars 2012 à Bron, est un footballeur français, évoluant au poste d'arrière droit.

## Biographie
Formé à l'Olympique lyonnais, Duffez est sélectionné en équipe de France junior, amateur, militaire, universitaire et espoir. Il y fait ses débuts chez les professionnels à Lyon avant de réaliser une solide carrière en première division. 
Il est l'entraîneur de l'UGA Décines, club de DH, de 1982 à 1987.

## Carrière de joueur
- 1960-décembre 1963 : Olympique lyonnais (D1, 49 matchs)[3]
- décembre 1963-1964 : RC Paris (D1, 12 matchs)
- 1964-1966 : RC Paris (D2, 52 matchs)
- 1966-1969 : RC Strasbourg (D1, 59 matchs)
- 1969-1971 : FC Sochaux-Montbéliard (D1, 31 matchs, 1 but)
- 1971-1972 : AC Ajaccio (D1, 22 matchs)
- 1973-197? : US Oyonnax (ligue)